# Platynomyia dimorpha
Platynomyia dimorpha är en tvåvingeart som beskrevs av Kertesz 1916. Platynomyia dimorpha ingår i släktet Platynomyia och familjen vapenflugor. Inga underarter finns listade i Catalogue of Life.